# Амбразура

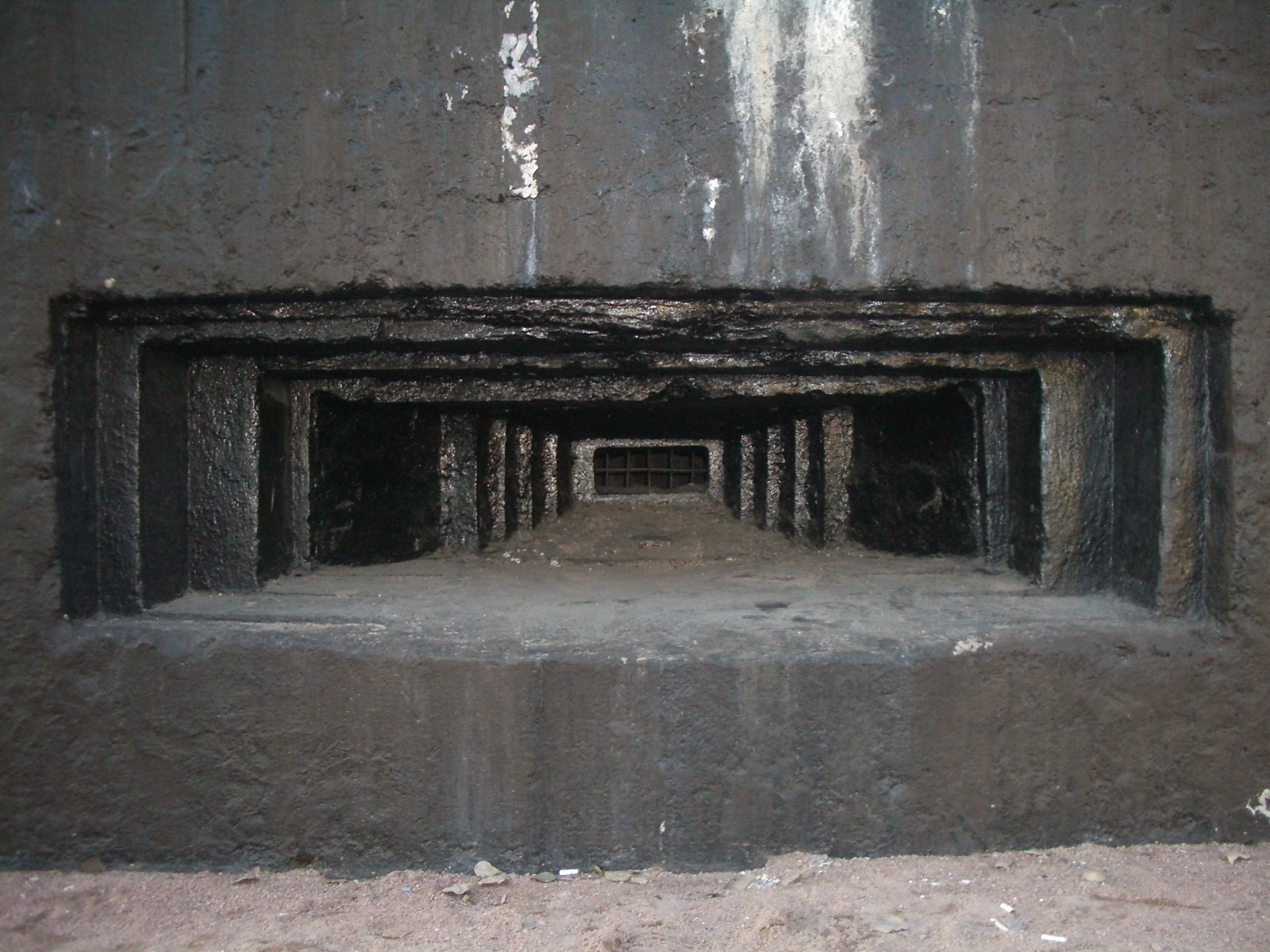
Амбразура железобетонного пулемётного дота: наружная ширина 2 метра, высота 0,5 м, глубина 1,5 м, окно для пулемёта ~10×20 см

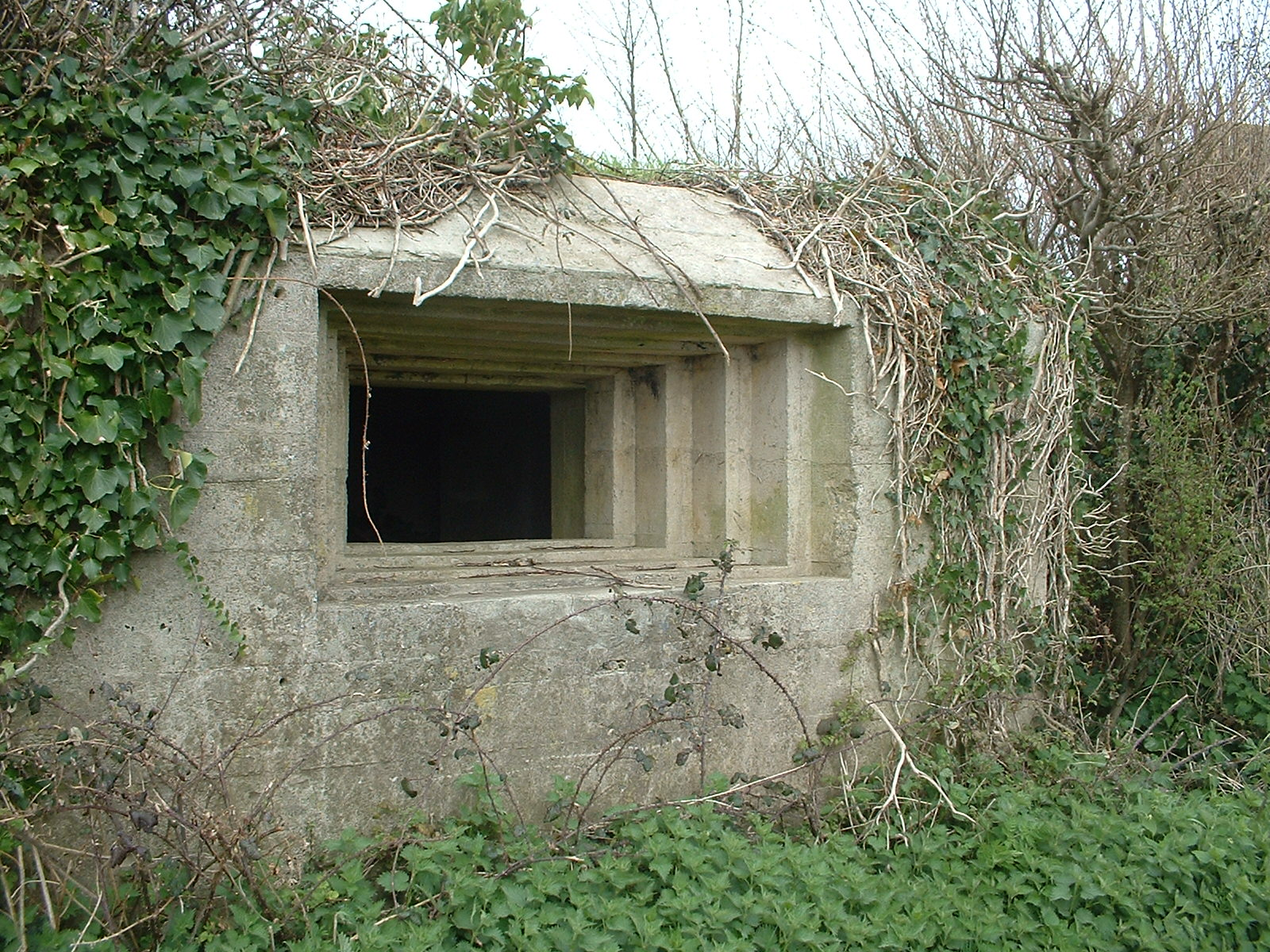
Амбразура орудийного дота. Как и на первом снимке, видны «ступеньки» для перехвата осколков и пуль, чтобы они не отскакивали в отверстие для оружия.

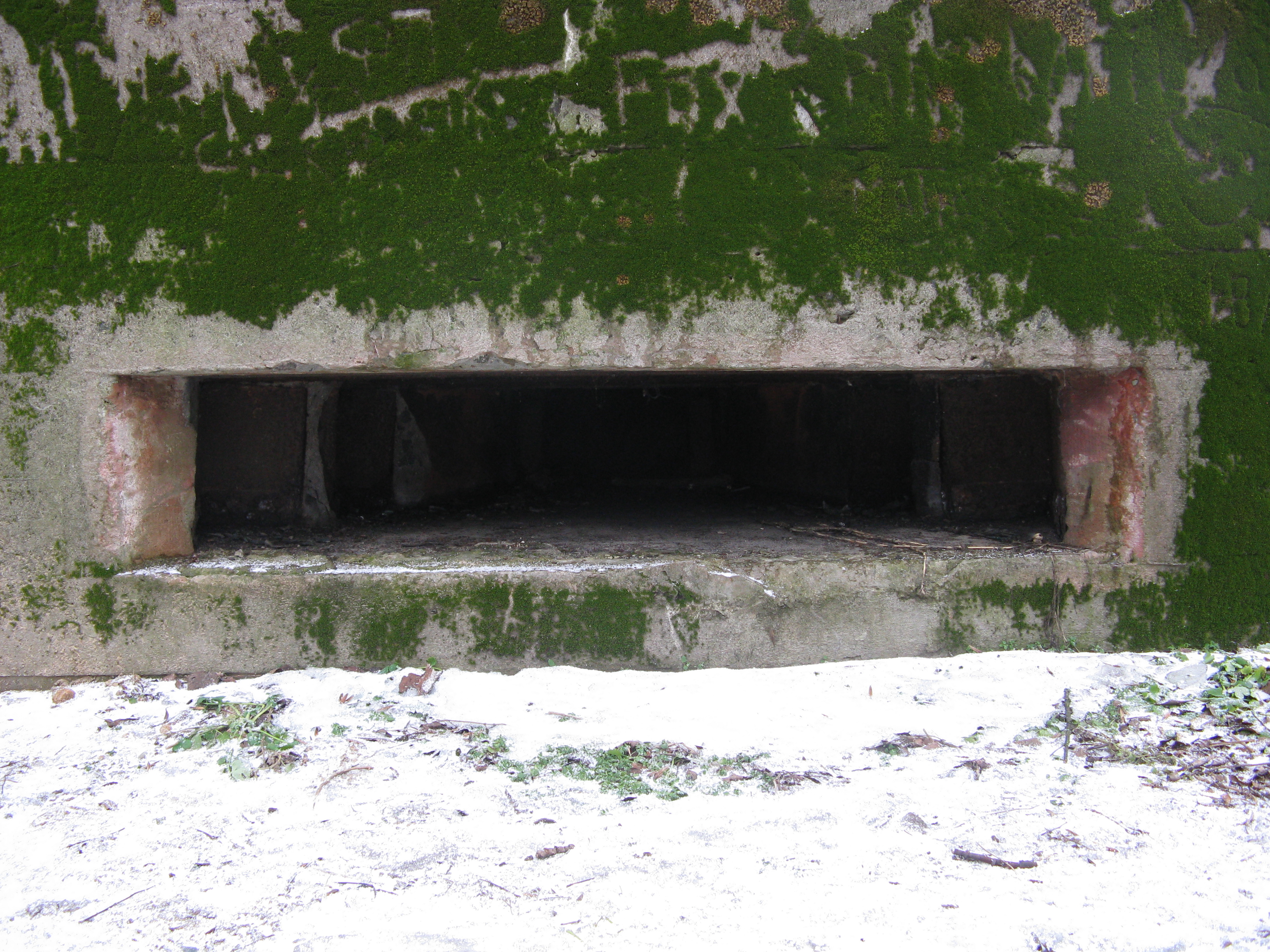
Амбразура ДОТа № 481 КиУР.

Амбразу́ра (фр. embrasure — «бойница») — отверстие в бруствере или стене укрепления (иногда снабжённое амбразурным заслоном) для ведения стрельбы с укреплённой позиции. Формы и размеры амбразуры зависят от характера оружия, сектора обстрела, условий стрельбы.

## Основные сведения
В отличие от бойницы, амбразура предназначена для ведения огня из стационарного оружия (орудия, станковый пулемёт, миномёт), находящегося в прочном сооружении. Для защиты от неприятельских пуль и осколков отверстие амбразуры обычно закрывается специальными устройствами — «амбразурными заслонами», которые в свою очередь, могут иметь бойницы для стрельбы из вспомогательного лёгкого оружия в тот момент, пока идет перезарядка орудия.
Боковые поверхности амбразурного отверстия носят название щёк, нижняя поверхность — подошвы, наиболее узкий участок амбразуры — шейки, часть стены между подошвой амбразуры и горизонтом размещения вооружения называется стулом амбразуры.
В гражданской архитектуре под амбразурой понимается оконный проём в сплошной стене, имеющий расширение, направленное во внутреннюю часть помещения для максимального раскрытия оконных створок. Этим обеспечиваются наилучшие условия для проветривания и улучшения естественной освещённости комнат при большой толщине каменных стен.
Во время Великой Отечественной войны многие советские военнослужащие закрывали своим телом вражеские амбразуры, чтобы дать возможность товарищам выполнить боевое задание.

## Некоторые разновидности
В фортификации или военной архитектуре это понятие может использоваться в различных функциональных или конструкционных вариациях:
- прямая амбразура — бойница, ось которой образует прямой угол с внешней плоскостью крепостной стены или бруствера.
- открытая амбразура — понижение в крепостной ограде или бруствере, не имеющее сверху перемычки и предназначенное для стрельбы.
- желобчатая амбразура (ложбина) — открытая артиллерийская амбразура с пологими и закругленными щеками.
- косая амбразура — бойница, продольная ось которой не образует прямого угла с внешней плоскостью крепостной стены или бруствера.
- четверная амбразура — сливающиеся между собой амбразуры, позволяющие вести стрельбу в разных направлениях.

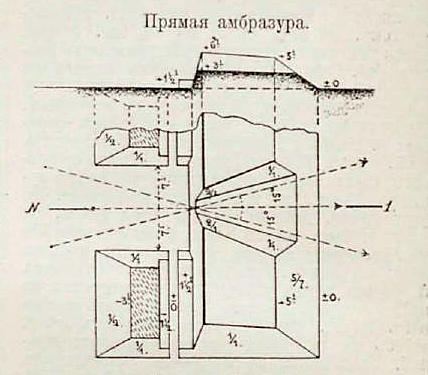
Прямая амбразура иллюстрация 1 к статье «Амбразура», ВЭС, СПб., 1911−1915
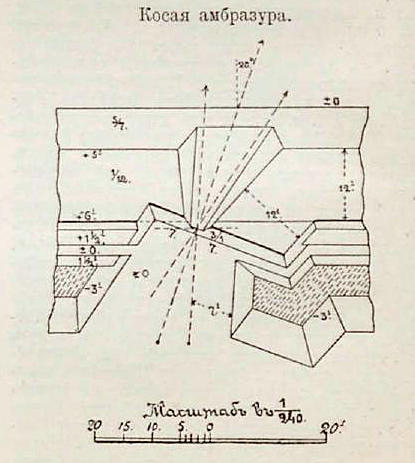
Косая амбразура иллюстрация 2 к статье «Амбразура», ВЭС, СПб., 1911−1915
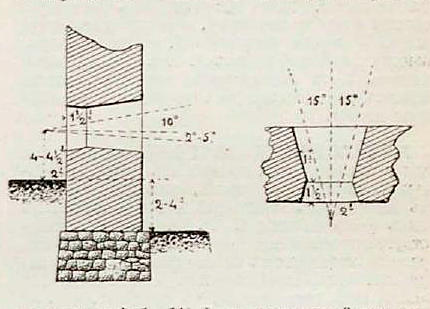
Амбразура в оборонительных крепостных постройках иллюстрация 3 к статье «Амбразура», ВЭС, СПб., 1911−1915